# Coccoloba krugii
Coccoloba krugii är en slideväxtart som beskrevs av Gustav Lindau. Coccoloba krugii ingår i släktet Coccoloba och familjen slideväxter. Inga underarter finns listade i Catalogue of Life.